# Myxilla mexicensis
Myxilla mexicensis är en svampdjursart som beskrevs av Dickinson 1945. Myxilla mexicensis ingår i släktet Myxilla och familjen Myxillidae. Inga underarter finns listade i Catalogue of Life.